# Józef Miś (duchowny)
Józef Miś (ur. 21 stycznia 1906 w Pełkiniach, zm. 25 sierpnia 1978 w Jarosławiu) – polski duchowny rzymskokatolicki, kapelan Armii Krajowej, proboszcz parafii we wsi Wiązownica.

## Życiorys
Syn Tomasza. Ukończył ośmioklasowe Gimnazjum Klasyczne w Jarosławiu, a następnie Wyższe Seminarium Duchowne w Przemyślu. Święcenia kapłańskie przyjął w 1935 roku, był wikariuszem w parafiach w Zaleszanach (od 1935 roku), Dydni k. Brzozowa (od 1937 roku), Odrzykoniu k. Krosna (od 1938 roku) oraz Gniewczynie Łańcuckiej (od 1942 roku). W drugiej połowie 1944 roku został proboszczem parafii w Wiązownicy. W czasie napadu oddziału UPA 17 kwietnia 1945 roku brał czynny udział w obronie wsi. Był członkiem Armii Krajowej i kapelanem placówki nr 5 AK w Szówsku. W 1945 roku ściśle współpracował z poakowskim oddziałem por. Jana Totha ps. „Mewa”.
Józef Miś zarządzał parafią wiązownicką do 1968 roku. Otrzymał godność kanonika. Po odejściu z parafii został rezydentem klasztoru oo. franciszkanów-reformatorów w Jarosławiu. Zmarł 25 sierpnia 1978 roku w szpitalu jarosławskim. Pochowany został w Pełkiniach, jego pogrzeb prowadził ks. bp Bolesław Taborski.
Imię ks. Józefa Misia wspomniane jest na tablicy pamiątkowej odsłoniętej 6 października 2013 roku na frontonie kościoła parafialnego w Wiązownicy.

## Odznaczenia
Został odznaczony Krzyżem Armii Krajowej i trzykrotnie Medalem Wojska.
W 2017 roku został pośmiertnie odznaczony Krzyżem Kawalerskim Orderu Odrodzenia Polski.